# Очуднення
Очуднення або учуднення — прийом художньо-образного відтворення дійсності, теоретично обґрунтований Віктором Шкловським. Полягає в тому, що автор з метою загострення читацького сприйняття подає несподіваний, «чудний» погляд на зображуване.

## Приклад
Так, у повісті «Холстомер» Л.Толстой включає в оповідь простодушно-примітивне міркування коня щодо приватної власності. Прийом очуднення змушує читача замислитись, побачити предмет з особливої точки зору. Подібний прийом широко використовував у театрі Бертольд Брехт, який вважав, що очуднення викликає у суб'єкта сприйняття «подив і зацікавленість» новизною кута зору, отже активізує його ставлення до того, що відбувається на сцені. На принципі очуднення побудовані драматичні твори Б.Брехта.